# Sérsekszőlős
Sérsekszőlős község Somogy vármegyében, a Tabi járásban.

## Fekvése
Tabtól mintegy 4 kilométerre északra helyezkedik el, a Tab-Zamárdi közt húzódó 6501-es út mentén, központjába csak az előbbi útból kiágazó 65 139-es út vezet. A szomszédos települések: Tab, Lulla, Torvaj, Zala és Bálványos.

## Története
A mai település területén már a késő avar korban is éltek emberek: erre bizonyítékul az itt megtalált temető szolgál, ahol egy gyermeksír feltárásakor gyöngyök és ékszerek is előkerültek, valamint egy I. Berengár itáliai király idejéből származó pénzérme is.
A mai falu két részből keletkezett: az egyik korábban Zala községhez tartozott és Szőllőspusztának hívták. Már 1082 táján a Szent László által a veszprémi káptalan részére kiállított megerősítő levélben szerepelt. Nevét onnan kapta, hogy jelentős szőlőterületekkel rendelkezett, több forrás is említi az itt dolgozó királynéi szőlőműveseket. 1229-ben a székesfehérvári káptalan birtoka volt, ekkor a szőllőspusztai bor eljutott még Budára és Szegedre is. 1411-ben Csapi András, 1438-tól a Batthyány család, később a fajszi Ányosok birtokába került, majd 1583-tól a Zichy családé lett. Zichy Ádám magyarokat és néhány német családot is telepített be a pusztára, ennek eredményeként 1856 körül már 70 magyar és 8 német lakója volt. Római katolikus temploma 1974-ben épült, freskóit dr. Takács Lajos tabi esperesplébános készítette.
A másik rész, amiből a mai Sérsekszőlős létrejött, Sérsekhegy, eredeti nevén Sársok volt. 1402-ben a Marczali család birtokává vált. Sérsekhegy és Szőllőspuszta 1921-ben egyesült Szőlőssérsek néven, de öt év múlva, hogy könnyebb legyen kimondani, megkapta a mai Sérsekszőlős nevet. Ekkortól kezdve, mivel földet és házhelyeket kezdtek parcellázni megváltással, megindult a lakosság jelentős növekedése.
Az első világháború miatt 35 helyi lakost hívtak be. A 30-as években már 400-hoz közelített a lakók száma. 1932-ben alakult meg a felekezeti népiskola, 1939-ben pedig az ezután 9 évig fennálló tejszövetkezet. Annyi szarvasmarhát tartottak ekkor a faluban, hogy tejfelesleg is keletkezett: ezt a tabi üzembe szállították. 1947-ben 45 német családot telepítettek ki Németországba, helyükre a Felvidékről kitelepített magyarokat költöztettek.
Sérsekszőlős első termelőszövetkezete az 1950-től 1956-ig fennálló Új Gazda volt, ami 1958-ban Augusztus 20. néven alakult újjá, majd 13 évig működött önállóan, amikor is egyesült a zalai Előrével, később pedig a tabival is. 1977-ben megszűnt az általános iskola, azóta Tabra járnak a sérsekszőlősi gyerekek.
1996. június 21-én tornádó söpört végig a falun, hatalmas károkat okozva: 12 ház totálkáros, melyből öt felújíthatatlan.

## Közélete

### Polgármesterei
- 1990–1994: Fábri Gézáné (független)[5]
- 1994–1998: Fábri Gézáné (független)[6]
- 1998–2002: Fábri Gézáné (független)[7]
- 2002–2006: Fábri Gézáné (független)[8]
- 2006–2010: Fábri Gézáné (független)[9]
- 2010–2014: Teleki Ákos Zoltán (független)[10]
- 2014–2019: Teleki Ákos Zoltán (független)[11]
- 2019–2024: Teleki Ákos Zoltán (független)[12]
- 2024– : Teleki Ákos (független)[1]

A településen a 2006. október 1-jén megtartott önkormányzati választás után, a polgármester-választás tekintetében nem lehetett eredményt hirdetni, szavazategyenlőség miatt. Aznap a 136 szavazásra jogosult lakos közül 99 fő járult az urnákhoz, egyikük érvénytelen szavazatot adott le, az érvényes szavazatok pedig épp fele-fele arányban oszlottak meg a két, független jelölt, a községet a rendszerváltás óta vezető Fábri Gézáné és egyetlen kihívója, Simon Anikó között. Az eredménytelenség miatt szükségessé vált időközi választást 2006. december 17-én tartották meg, jóval nagyobb választói aktivitás mellett, ami Fábri Gézánénak kedvezett jobban.

## Népesség
A település népességének változása:
| Lakosok száma | 154  | 152  | 145  | 138  | 133  | 131  | 133  |
|               | 2013 | 2014 | 2015 | 2021 | 2022 | 2023 | 2024 |

A 2011-es népszámlálás során a lakosok 91,9%-a magyarnak, 0,7% cigánynak, 2,7% németnek mondta magát (6,8% nem nyilatkozott; a kettős identitások miatt a végösszeg nagyobb lehet 100%-nál). A vallási megoszlás a következő volt: római katolikus 59,5%, református 3,4%, evangélikus 6,1%, felekezet nélküli 8,1% (23% nem nyilatkozott).
2022-ben a lakosság 94,7%-a vallotta magát magyarnak, 0,8% szerbnek, 0,8% cigánynak, 2,3% egyéb, nem hazai nemzetiségűnek (5,3% nem nyilatkozott; a kettős identitások miatt a végösszeg nagyobb lehet 100%-nál). Vallásuk szerint 39,1% volt római katolikus, 4,5% evangélikus, 2,3% református, 0,8% egyéb keresztény, 15,8% felekezeten kívüli (37,6% nem válaszolt).